# Willinger Tal
Willinger Tal ist ein Wohnplatz auf der Gemarkung der Kernstadt Bad Mergentheim im Main-Tauber-Kreis im Nordosten Baden-Württembergs. Vor Ort befindet sich der Campingplatz Willinger Tal.

## Geographie
Willinger Tal befindet sich am rechten Rand des Wachbachtals etwa zwei Kilometer südsüdöstlich von Bad Mergentheim. Nach weiteren zwei Kilometern in südsüdöstlicher Richtung folgt der Ort Wachbach.

## Geschichte
Im Dezember 2018 verursachte ein Großbrand auf dem Bad Mergentheimer Campingplatz Willinger Tal einen enormen Schaden. Im Sommer 2020 wurde der Campingplatz wieder eröffnet.

## Verkehr
Willinger Tal ist über die K 2887 (Wachbacher Straße) zu erreichen.